# Lamar Hunt U.S. Open Cup 2015
La Lamar Hunt U.S. Open Cup 2015 è stata la centoduesima edizione della coppa nazionale statunitense.

## Squadre partecipanti

### MLS
- Chicago Fire
- Colorado Rapids
- Columbus Crew
- D.C. United
- FC Dallas
- Houston Dynamo
- LA Galaxy
- N.E. Revolution
- New York City

- N.Y. Red Bulls
- Orlando City
- Philadelphia Union
- Portland Timbers
- Real Salt Lake
- S.J. Earthquakes
- Seattle Sounders
- Sporting K.C.

### NASL
- Atlanta Silverbacks
- Carolina RailHawks
- Ft. Lauderdale Strikers
- Indy Eleven
- Jacksonville Armada

- Minnesota Utd
- N.Y. Cosmos
- S.A. Scorpions
- T.B. Rowdies

### USL Pro
- Arizona United
- Austin Aztex
- Charleston Battery
- Charlotte Independence
- Colorado Springs Switchbacks
- Harrisburg City I.
- Ventura County
- Louisville City
- N.Y. Red Bulls II
- OKC Energy
- OC Blues

- Portland Timbers 2
- Real Monarchs
- Richmond Kickers
- Pittsburgh Riverhounds
- Rochester Rhinos
- Sacramento Republic
- Saint Louis FC
- Seattle Sounders 2
- Tulsa Roughnecks
- Wilmington Hammerheads

### NPSL
- Brooklyn Italians
- Chattanooga FC
- Detroit City
- FC Tacoma 253
- F. Pitt Regiment
- GBFC Thunder

- Lansing Utd
- Miami Utd
- Sonoma County Sol
- Tulsa Athletics
- Upward Stars
- Virginia Beach City

### PDL
- AC Connecticut
- Burlingame Dragons
- BYU Cougars
- Des Moines Menace
- FC Tucson
- G.S. Misioneros
- Jersey Express
- Kitsap Pumas
- Laredo Heat
- Michigan Bucks

- Midland/Odessa Sockers
- Ocala Stampede
- Reading Utd
- L.I. Rough Riders
- Seacoast U. Phantoms
- SW Florida Adrenaline
- Ventura C.F.
- West Virginia Chaos
- Western Mass Pioneers

### USASA
- Cal FC
- Chula Vista FC
- GPS Massachusetts
- KC Athletics
- Madison Fire
- Maryland Bays

- N.Y. Greek American
- North Texas Rayados
- PSA Elite
- RWB Adria
- Triangle Brigade

### USCS
- San Francisco City FC

### USSSA
- Harpo's FC

## Date
| Turno             | Data                     |
| ----------------- | ------------------------ |
| Turno preliminare | 25 aprile 2015           |
| Primo turno       | 13 maggio 2015           |
| Secondo turno     | 20 maggio 2015           |
| Terzo turno       | 27 maggio 2015           |
| Quarto turno      | 16-17 giugno 2015        |
| Quinto turno      | 30 giugno-1º luglio 2015 |
| Quarti di finale  | 14-21-22 luglio 2015     |
| Semifinali        | 11-12 agosto 2015        |
| Finale            | 29 o 30 settembre 2015   |

## Risultati
Fonte: TheCup.us

### Turno preliminare
Si è disputato sabato 25 aprile 2015.
| Squadra 1             | Risultato | Squadra 2    |
| --------------------- | --------- | ------------ |
| Harpo's FC            | 2 - 0     | KC Athletics |
| San Francisco City FC | 1 - 2     | Cal FC       |

### Primo turno
Si è svolto mercoledì 13 maggio 2015.
| Squadra 1              | Risultato       | Squadra 2                     |
| ---------------------- | --------------- | ----------------------------- |
| Chattanooga FC         | 1 - 1 (5-3 dcr) | Ocala Stampede                |
| Jersey Express         | 3 - 0           | N.Y. Greek American           |
| Reading Utd            | 1 - 0           | Maryland Bays                 |
| Western Mass Pioneers  | 1 - 1 (3-4 dcr) | Greater Binghamton FC Thunder |
| West Virginia Chaos    | 1 - 0           | Fort Pitt Regiment            |
| Lansing United         | 0 - 0 (4-2 dcr) | RWB Adria                     |
| Upward Stars           | 3 - 3 (3-1 dcr) | Triangle Brigade              |
| Miami Utd              | 2 - 1           | SW Florida Adrenaline         |
| AC Connecticut         | 2 - 3           | Virginia Beach City FC        |
| Des Moines Menace      | 2 - 1           | Madison Fire                  |
| GPS Massachusetts      | 1 - 2           | Seacoast U. Phantoms          |
| Midland/Odessa Sockers | 3 - 1           | Tulsa Athletics               |
| Laredo Heat            | 0 - 0 (4-2 dcr) | North Texas Rayados           |
| L.I. Rough Riders      | 3 - 1           | Brooklyn Italians             |
| BYU Cougars            | 0 - 0 (2-4 dcr) | Harpo's FC                    |
| FC Tacoma 253          | 2 - 5           | Kitsap Pumas                  |
| Michigan Bucks         | 3 - 0           | Detroit City                  |
| Sonoma County Sol SC   | 2 - 1 (dts)     | Burlingame Dragons            |
| FC Tucson              | 1 - 2 (dts)     | Chula Vista FC                |
| Ventura C.F.           | 3 - 3 (6-5 dcr) | Cal FC                        |
| PSA Elite              | 7 - 1           | G.S. Misioneros               |

### Secondo turno
Si è disputato mercoledì 20 maggio 2015.
| Squadra 1                    | Risultato       | Squadra 2                     |
| ---------------------------- | --------------- | ----------------------------- |
| Wilmington Hammerheads       | 1 - 1 (3-5 dcr) | Chattanooga FC                |
| Jersey Express               | 1 - 0           | N.Y. Red Bulls II             |
| Reading Utd                  | 0 - 3           | Harrisburg City I.            |
| Rochester Rhinos             | 1 - 0           | Greater Binghamton FC Thunder |
| Pittsburgh Riverhounds       | 3 - 0           | West Virginia Chaos           |
| Lansing United               | 0 - 1           | Louisville City               |
| Charlotte Independence       | 4 - 1           | Upward Stars                  |
| Charleston Battery           | 1 - 0           | Miami Utd                     |
| Richmond Kickers             | 2 - 0           | Virginia Beach City FC        |
| Saint Louis FC               | 2 - 1 (dts)     | Des Moines Menace             |
| Tulsa Roughnecks             | 1 - 0           | Seacoast U. Phantoms          |
| Midland/Odessa Sockers       | 1 - 3           | OKC Energy                    |
| Austin Aztex                 | 2 - 0           | Laredo Heat                   |
| L.I. Rough Riders            | 0 - 1           | Real Monarchs                 |
| Colorado Springs Switchbacks | 2 - 1           | Harpo's FC                    |
| Seattle Sounders 2           | 4 - 2 (dts)     | Kitsap Pumas                  |
| Michigan Bucks               | 0 - 2           | Portland Timbers 2            |
| Sacramento Republic          | 4 - 2           | Sonoma County Sol SC          |
| Arizona United               | 0 - 3           | Chula Vista FC                |
| Ventura County               | 1 - 2           | Ventura C.F.                  |
| PSA Elite                    | 2 - 1           | OC Blues                      |

### Terzo turno
Si è giocato mercoledì 27 maggio 2015.
| Squadra 1              | Risultato       | Squadra 2                    |
| ---------------------- | --------------- | ---------------------------- |
| Chattanooga FC         | 1 - 2 (dts)     | Atlanta Silverbacks          |
| N.Y. Cosmos            | 3 - 0           | Jersey Express               |
| Harrisburg City I.     | 1 - 3 (dts)     | Rochester Rhinos             |
| Pittsburgh Riverhounds | 1 - 0           | T.B. Rowdies                 |
| Indy Eleven            | 0 - 2 (dts)     | Louisville City              |
| Carolina RailHawks     | 0 - 1           | Charlotte Independence       |
| Charleston Battery     | 3 - 2           | Ft. Lauderdale Strikers      |
| Richmond Kickers       | 3 - 0           | Jacksonville Armada          |
| Saint Louis FC         | 1 - 1 (3-1 dcr) | Minnesota Utd                |
| Tulsa Roughnecks       | 0 - 1           | OKC Energy                   |
| S.A. Scorpions         | 0 - 2           | Austin Aztex                 |
| Real Monarchs          | 0 - 1           | Colorado Springs Switchbacks |
| Seattle Sounders 2     | 2 - 1 (dts)     | Portland Timbers 2           |
| Sacramento Republic    | 7 - 3           | Chula Vista FC               |
| Ventura C.F.           | 1 - 2           | PSA Elite                    |

### Quarto turno
Si è disputato martedì 16 e mercoledì 17 giugno 2015.
| Squadra 1              | Risultato       | Squadra 2                    |
| ---------------------- | --------------- | ---------------------------- |
| N.Y. Red Bulls         | 3 - 0           | Atlanta Silverbacks          |
| N.Y. Cosmos            | 2 - 2 (4-3 dcr) | New York City                |
| Philadelphia Union     | 0 - 0 (3-1 dcr) | Rochester Rhinos             |
| Pittsburgh Riverhounds | 1 - 3 (dts)     | D.C. United                  |
| Chicago Fire           | 1 - 0 (dts)     | Louisville City              |
| N.E. Revolution        | 0 - 1           | Charlotte Independence       |
| Charleston Battery     | 4 - 4 (7-8 dcr) | Orlando City                 |
| Richmond Kickers       | 1 - 3           | Columbus Crew                |
| Sporting K.C.          | 1 - 0           | Saint Louis FC               |
| FC Dallas              | 4 - 1           | OKC Energy                   |
| Houston Dynamo         | 2 - 0           | Austin Aztex                 |
| Colorado Rapids        | 4 - 1           | Colorado Springs Switchbacks |
| Real Salt Lake         | 2 - 1           | Seattle Sounders 2           |
| Seattle Sounders       | 1 - 3 (dts)     | Portland Timbers             |
| S.J. Earthquakes       | 2 - 2 (6-5 dcr) | Sacramento Republic          |
| LA Galaxy              | 6 - 1           | PSA Elite                    |

### Quinto turno
Si è svolto martedì 30 giugno e mercoledì 1º luglio 2015.
| Squadra 1          | Risultato | Squadra 2              |
| ------------------ | --------- | ---------------------- |
| N.Y. Red Bulls     | 4 - 1     | N.Y. Cosmos            |
| Philadelphia Union | 2 - 1     | D.C. United            |
| Chicago Fire       | 3 - 1     | Charlotte Independence |
| Orlando City       | 2 - 0     | Columbus Crew          |
| Sporting K.C.      | 6 - 2     | FC Dallas              |
| Houston Dynamo     | 1 - 0     | Colorado Rapids        |
| Real Salt Lake     | 2 - 0     | Portland Timbers       |
| S.J. Earthquakes   | 0 - 1     | LA Galaxy              |

### Tabellone
|  | Quarti di finale         | Quarti di finale         | Quarti di finale    |                     |                    | Semifinali         | Semifinali | Semifinali |  |  | Finale | Finale | Finale |  |
|  |                          |                          |                     |                     |                    |                    |            |            |  |  |        |        |        |  |
|  | N.Y. Red Bulls           | N.Y. Red Bulls           | 1 (3)               |                     |                    |                    |            |            |  |  |        |        |        |  |
|  | N.Y. Red Bulls           | N.Y. Red Bulls           | 1 (3)               |                     |                    |                    |            |            |  |  |        |        |        |  |
|  | Philadelphia Union (dtr) | Philadelphia Union (dtr) | 1 (4)               |                     |                    |                    |            |            |  |  |        |        |        |  |
|  | Philadelphia Union (dtr) | Philadelphia Union (dtr) | 1 (4)               |                     | Philadelphia Union | Philadelphia Union | 1          |            |  |  |        |        |        |  |
|  |                          |                          |                     |                     | Philadelphia Union | Philadelphia Union | 1          |            |  |  |        |        |        |  |
|  |                          |                          | Chicago Fire        | Chicago Fire        | 0                  |                    |            |            |  |  |        |        |        |  |
|  | Chicago Fire             | Chicago Fire             | Chicago Fire        | Chicago Fire        | 0                  | 3                  |            |            |  |  |        |        |        |  |
|  | Chicago Fire             | Chicago Fire             |                     |                     |                    |                    |            |            |  |  |        |        |        |  |
|  | Orlando City             | Orlando City             | 1                   |                     |                    |                    |            |            |  |  |        |        |        |  |
|  | Orlando City             | Orlando City             | 1                   |                     | Philadelphia Union | Philadelphia Union | 1 (6)      |            |  |  |        |        |        |  |
|  |                          |                          |                     |                     |                    |                    |            |            |  |  |        |        |        |  |
|  |                          |                          | Sporting K.C. (dtr) | Sporting K.C. (dtr) | 1 (7)              |                    |            |            |  |  |        |        |        |  |
|  | Sporting K.C.            | Sporting K.C.            | Sporting K.C. (dtr) | Sporting K.C. (dtr) | 1 (7)              | 3                  |            |            |  |  |        |        |        |  |
|  | Sporting K.C.            | Sporting K.C.            |                     |                     |                    |                    |            |            |  |  |        |        |        |  |
|  | Houston Dynamo           | Houston Dynamo           | 1                   |                     |                    |                    |            |            |  |  |        |        |        |  |
|  | Houston Dynamo           | Houston Dynamo           | 1                   |                     | Sporting K.C.      | Sporting K.C.      | 3          |            |  |  |        |        |        |  |
|  |                          |                          |                     |                     | Sporting K.C.      | Sporting K.C.      | 3          |            |  |  |        |        |        |  |
|  |                          |                          | Real Salt Lake      | Real Salt Lake      | 1                  |                    |            |            |  |  |        |        |        |  |
|  | Real Salt Lake           | Real Salt Lake           | Real Salt Lake      | Real Salt Lake      | 1                  | 1                  |            |            |  |  |        |        |        |  |
|  | Real Salt Lake           | Real Salt Lake           |                     |                     |                    |                    |            |            |  |  |        |        |        |  |
|  | LA Galaxy                | LA Galaxy                | 0                   |                     |                    |                    |            |            |  |  |        |        |        |  |

Fonte: TheCup.us

### Quarti di finale
Si è disputato martedì 14, martedì 21 e mercoledì 22 luglio 2015.
| Squadra 1      | Risultato       | Squadra 2          |
| -------------- | --------------- | ------------------ |
| N.Y. Red Bulls | 1 - 1 (3-4 dcr) | Philadelphia Union |
| Chicago Fire   | 3 - 1           | Orlando City       |
| Sporting K.C.  | 3 - 1           | Houston Dynamo     |
| Real Salt Lake | 1 - 0           | LA Galaxy          |

### Semifinali
Si è giocato mercoledì 12 agosto 2015.
| Squadra 1          | Risultato | Squadra 2      |
| ------------------ | --------- | -------------- |
| Philadelphia Union | 1 - 0     | Chicago Fire   |
| Sporting K.C.      | 3 - 1     | Real Salt Lake |

### Finale
| Arbitro: | Ted Unkel |

|                                                          |                      |                                                             |
| Le Toux 23’                                              | Marcatori            | 65’ Németh                                                  |
| Le Toux Nogueira Edu Barnetta Casey Lahoud Gaddis Wenger | Tiri di rigore 6 – 7 | Feilhaber Dwyer Németh Besler Nagamura Zusi Ellis Quintillà |